# Sa'doddîn Hamûyeh
Sa'd al-Dîn Muhammad ibn al-Mu'ayyad ibn abû Bakr al-Hamûya connu sous le nom de Sa'doddîn Hamûyeh, surnommé le « shaykh al-shuyûkh » (le maître des maîtres), est un soufi persan mort en 1252-53 (650 de l'Hégire). Il appartient à la confrérie Kubrâwiyya,.

## Biographie
Il est issu d'une famille chi'ite affiliée au soufisme. Un de ses ancêtres, Muhammad b. Hamûya, mort en 1136, était un disciple de Fârmadî et aurait également été initié par al-Khidr. Sa'doddîn Hamûyeh entre à son tour au service d'un maître, Najm al-Dîn Kubrâ, qui reconnaît en lui des qualités spirituelles exceptionnelles et lui porte une grande estime. Dans la lettre d'autorisation qu'il lui délivre, le maître s'exprime ainsi à son sujet :
« Le très cher enfant, d'un rang supérieur, doué de piété vigilante et de piété scrupuleuse S'ad al-Dîn, beauté de l'Islam et de la voie »
Sa'doodîn Hamûyeh devient l'un des douze disciples kubrâwî nommément autorisé à enseigner la voie spirituelle. En 1220, face l'invasion mongole de l'Asie Centrale, Najm al-Dîn Kubrâ encourage ses disciples à s'enfuir. Tout comme Najm al-Dîn Râzî ou Radîuddîn 'Alî Lâlâ, suivant les conseils du maître, Sa'doddîn Hamûyeh quitte Khârazm. Il se rend à Damas où il passe plusieurs années. Il y fréquente le cercle de  Sadr al-Dîn Qonyawî, disciple et gendre d'Ibn 'Arabî, ce qui aura une influence majeure sur sa pensée. A Baghdâd, il fréquente le maître Shihâb al-Dîn 'Omar Sohawardî. Il finit par retourner dans le Khorassan, où il fonde un couvent (khanqah) dans la ville de Bahrâbâd. C'est là qu'il dirige à son tour des disciples dont le plus célèbre est 'Azîzoddîn Nasafî,.
Son fils Sadr al-Dîn Ibrâhîm, qui lui succède à la tête du couvent, participera en 1295 à la conversion à l'islam de Ghazan Khan de la dynastie des Ilkhanides, une des branches de l'Empire mongol.

## Œuvre
Il a rédigé une œuvre abondante, encore inédite, d'une lecture aussi attachante que difficile, selon les mots de l'orientaliste Henry Corbin. Parmi ses ouvrages, on peut citer le traité intitulé Misbâh fi' t-tasawwuf.

## Doctrine
Sa'doddîn Hamûyeh pratiquait la science de l'alphabet mystique ('ilm al-hurûf) ainsi que l'art des diagrammes symboliques. Par ailleurs, son origine chi'ite se retrouve dans sa doctrine, en particulier au sujet du douzième Imâm, dont il attendait la venue et sur lequel il s'est longuement épanché, comme en témoigne son disciple 'Azîzoddîn Nasafî :
« Selon notre shaykh, il n'y a que douze Amis (walî) dans la communauté de Mohammad. Le dernier d'entre eux, le douzième, est le Sceau des Amis ; le Mahdî, le Guide ; le Sâhb al-Zamân, le Maître du Temps (…) O Derviche ! J'ai beau louer la grandeur du Maître du Temps, je n'en dirai pas un millième. Comme je me trouvais au Khorassan au service du shaykh Sa'doddîn, celui-ci parlait avec tant d'emphase de la puissance et de la perfection du Maître du Temps que mon entendement s'égarait, que mon intellectuel ne pouvait le suivre. Un jour je dis : "Maître ! De celui qui n'est pas encore venu - parler de la sorte est exagéré. Il se peut qu'il ne soit pas ainsi." Le Shaykh s'offusqua. Je me tus et désormais ne parlai plus de la sorte. »
Malgré l'estime de Najm al-Dîn Kubrâ à son égard, cette ferveur chi'ite doublée de cette tendance spéculative eut du mal à s'accorder avec la branche plus « orthodoxe » de le l'ordre kubrâwî. On peut lire de la part de son co-disciple Majd al-Dîn Baghdâdî ou des successeurs tels que 'Alâoddawleh Semnanî, des critiques acerbes à son encontre, notamment en ce qui concerne sa spéculation sur la venue du Mahdî. On voit même Ahmad Jûrpânî refuser de l'accueillir lors de sa visite dans le village de Jûrgân.

Un des piliers de sa pensée concerne les rapports entretenus entre la prophétie (nubuwwat) et la sainteté (walâyat). En effet, il inverse le rapport traditionnellement admis, en déclarant que « le terme initial des saints (awliya') est le terme final des prophètes ». Pour bien comprendre cette approche, dans son ouvrage Misbâh fi' t-tasawwuf, il écrit dans le chapitre final :
« Sache que le terme initial est du côté de la prophétie, le terme final est du côté de la walâyat, parce que le prophète vient de Dieu (haqq) pour parvenir à la créature (khalq), tandis que le walî est en marche à partir de la créature pour parvenir à Dieu.  (…) Ainsi le début de celui-là est la fin de celui-ci, et la fin de celui-ci est le début de celui-là. Ce sont deux fleuves coulant à partir d'une même source, la mer qui est l'existence de l'essence du Point absolu. » 

Aux yeux de Hermann Landolt, cette idée sera reprise par Nûrruddîn Isfarâyinî, mais de façon plus prudente, de manière à épouser l'interprétation la plus communément admise. Ce rapport entre prophétie et sainteté montre l'influence majeure d'Ibn 'Arabî sur Sa'd al-Dîn Hamûyeh. À la suite de Hâkim al-Tirmidhî, le maître andalou a en effet longuement développé la fonction de sainteté du point de vue ésotérique et semble avoir nourri celui qui fréquenta son gendre et disciple à Damas. Ibn 'Arabî fut lui aussi vivement critiqué sur cette position, comme le rappelle Claude Addas :
« Ces idées seront vivement attaquées par bien des fuqahâ' (docteur de la loi). Mais ce n'est pas tout. La walâya, explique Ibn 'Arabî, englobe la risâla et la nubuwwa ; tout nabî  est donc aussi walî, et en la personne de chaque prophète, le walî est supérieur au nabî. En effet, dit-il, risâla et nubuwwa ont un terme, que marque la mort du prophète Muhammad ; la walâya, au contraire, n'a de fin ni en ce monde ni dans la vie future - comme l'atteste la désignation de Dieu dans le Coran par le nom al-walî (Cor. 2 : 157) »
La pensée de Sa'doddîn Hamûyeh témoigne de la première réception des idées d'Ibn 'Arabî dans le soufisme iranien, imprégnation que l'on retrouvera à sa suite chez son disciple 'Azîzoddîn Nasafî.

## Citations
Une anecdote rapportée à son propos, lors de la fréquentation de son maître, met en évidence, selon Paul Ballanfat, le pouvoir de la concentration visionnaire chez les kubrâwîs :
« Un jour que l'on exposait et que l'on discutait de l'histoire des compagnons de la caverne, il vint à l'esprit du maître Sa'd al-Dîn Hamuya, lequel était l'un des disciples du maître, cette pensée : Existe-t-il quelqu'un dans cette communauté dont la compagnie ait des effets sur les chiens ? Le maître le sut par la lumière de la perspicacité. Il se leva et se rendit à l'intérieur du couvent où il s'arrêta. Soudain un chien arriva là, et s'arrêta en remuant la queue. Le regard du maître tomba sur lui. A l'instant même il reçut le présent. Il fut frappé de stupeur. Il fut hors de lui. Il se détourna de la ville et alla au cimetière où il frotta la tête contre le sol. On rapporte même que partout où il allait et venait près de cinquante ou soixante chiens se rassemblaient autour de lui. Ils croisaient les pattes, ne faisaient aucun bruit, ne mangeaient pas, et restaient chastes. Finalement il mourut peu de temps après, et le maître ordonna qu'on l'enterre et que l'on bâtisse un monument au-dessus de sa sépulture. »